# Aeroportul Monte Dourado
Aeroportul Monte Dourado (IATA: MEU, ICAO: SBMD) este un aeroport din Pará, Brazilia ce deservește zona Almeirim⁠(d). Aeroportul a fost tranzitat în 2022 de 2.419 pasageri.
Situat la o altitudine de 206 m, aeroportul dispune de 1 pistă.

## Infrastructură

### Piste
Aeroportul dispune de o singură pistă. Pista 8/26 are suprafața de asfalt și dimensiunile 1.800 m × 30 m. 